# Diecezja Ostii
Diecezja Ostii – diecezja Kościoła rzymskokatolickiego we Włoszech, a dokładniej w Lacjum (Lido di Ostia). Została erygowana w IV wieku. Należy do metropolii rzymskiej. Jest jedną z diecezji suburbikarnych. Pomimo tego nie posiada podobnie jak inne tego typu diecezje biskupa diecezjalnego i biskupa tytularnego. W wyniku reformy diecezji suburbikarnych dokonanej przez papieża Jana XXIII straciła całe swoje terytorium, które przeszło pod jurysdykcją wikariatu diecezji rzymskiej. Wikariusz rzymski jest od 1966 roku z urzędu administratorem apostolskim tej diecezji. Od tego czasu, choć formalnie nadal jest wymieniana jako jedna z diecezji suburbikarnych, faktycznie stanowi tylko stolicę tytularną, zajmowaną przez dziekana Kolegium Kardynalskiego obok jego pierwotnie nadanej diecezji suburbikarnej. Od 25 stycznia 2020 kardynałem-biskupem Ostii jest kard. Giovanni Battista Re.

## Historia
W pierwszym tysiącleciu biskupi Ostii zajmowali pierwsze miejsce wśród biskupów rzymskiej prowincji kościelnej. Mieli prawo do noszenia paliusza, a do ich zadań należało udzielanie sakry biskupiej nowemu papieżowi. Od VIII wieku biskupi Ostii są zaliczani do grona kardynałów (tzw. kardynałów-biskupów). Od XVI wieku diecezja ta jest zwyczajowo przypisana do funkcji dziekana Kolegium Kardynałów, co zostało formalnie usankcjonowane przez papieży Piusa X w 1914 i Pawła VI w 1965. Od 1966 zarząd tą diecezją podlega Wikariatowi Rzymskiemu. Dziekan Kolegium Kardynalskiego jest jedynie jej biskupem tytularnym.
Od 1060 biskupi Ostii byli jednocześnie administratorami diecezji Velletri. Połączenie tych dwóch diecezji ostatecznie potwierdził papież Eugeniusz III, a około 1180 kardynałowie biskupi Ostii zaczęli używać podwójnego tytułu biskup Ostia e Velletri. Diecezje te ponownie rozdzielono w 1914.